# Кендис Свонепул
Кендис Свонепул (енгл. Candice Swanepoel) манекенка је и фото-модел рођена 20. октобра 1988. у Јужноафричкој Републици.

## Детињстви, младост и каријера
Рођена је у Мој Риверу, у провинцији Натал. Са напуњених петнаест година почела се бавити манекенством и већ у 16. години зарађивала је 5.000 евра дневно. Убрзо је њен лик освануо на насловним страницама водећих светских модних часописа као што су Вог (Грчка и Италија), Ел (Немачка), и Оушан драјв (САД) Најки, Дизел, Гес? и Версус ајвер. На модној писти је носила моделе Томија Хилфигера, Долча и Габане, Шијаци Чен, Сас и Бајда, Бетси Џонсон, Дијане фон Фирстенберг и бројних других дизајнера, Од 2007. до 2010. била је анђео модне куће Викторијас сикрет и заштитно лице каталога купаћих костима заједно са моделима Линдси Елингсон, Роузи Хантингтон-Вајтли и Ерин Хедертон. Године 2010. била је модел за Кардашијан колекцију купаћих костима. Дана 12. августа 2010, у Едмонтону (Канада) је званично отворила прву продавницу куће Викторијас сикрет у Канади
На листи часописа FHM „100 најсексипилнијих жена на свету“ Кендис Сванепул се пласирала на 61. место и појавила се на насловној страни италијанског издања часописа Вог.
На Форбсовој листи Најплаћенијих модела на свету пласирала се на 10. место са зарадом од 3.000.000 долара у последњих годину дана.

## Приватни живот
Од 2006. је у вези са моделом Херманом Николијем.